# Лексингтон (Мисури)
Лексингтон (енгл. Lexington) град је у америчкој савезној држави Мисури.

## Демографија
По попису из 2010. године број становника је 4.726, што је 273 (6,1%) становника више него 2000. године.
| Група             | 2000.         | 2010.         |
| Белци             | 4.007 (90,0%) | 4.031 (85,3%) |
| Афроамериканци    | 269 (6,0%)    | 286 (6,1%)    |
| Азијати           | 22 (0,5%)     | 44 (0,9%)     |
| Хиспаноамериканци | 97 (2,2%)     | 173 (3,7%)    |
| Укупно            | 4.453         | 4.726         |